# Zdětín (kraj środkowoczeski)
Zdětín – gmina w Czechach, w powiecie Mladá Boleslav, w kraju środkowoczeskim. Według danych z dnia 1 stycznia 2013 liczyła 504 mieszkańców.